# Another Show
Another Show, pubblicato nel 2004, è il secondo album live dei Persiana Jones.

## Tracce

### Disco 1
1. Intro
2. Non Certo Eroi
3. Spacca tutto
4. Un nuovo giorno
5. No
6. Senza
7. Nessun altro
8. Non cambio mai
9. Livin la vida loca
10. Cosa pensi
11. Monotona
12. Io con te
13. Se manchi
14. Hawaii 5-0

### Disco 2
1. Brace for Impact - 2:18
2. La Nave - 2:23
3. Il momento di reagire - 1:31
4. Diverso da me - 3:20
5. Cos'è - 2:17
6. Troppo vuoto - 2:17
7. Tyson Shock - 1:31
8. La notte - 2:26
9. Un'altra vita - 3:46
10. Beautiful - 0:51
11. Tremarella - 2:52
12. Correndo solo - 3:12
13. Minaccia alcoolica - 2:26
14. Agarra la onda - 3:31
15. Puerto Hurraco - 4:37
16. Uaz - 4:12